# 81. п. н. е.

## Догађаји
- Сула је именован за римског диктатора и спроводи опсежну реформу римске државне управе.
- Други митридатски рат завршава статус квоом између Рима и Понта.